# Kératolytique
Un produit ou médicament kératolytique décolle et élimine la couche de kératine de la peau.
Les kératolytiques sont indiqués dans les affections où la couche cornée de l'épiderme produit un excès de kératine (verrues, psoriasis, certaines formes d'acné, etc). Ils sont employés surtout en applications locales (crèmes, solutions). Parfois, ils peuvent provoquer des allergies ou des irritations, surtout s'ils sont appliqués par erreur sur les yeux, sur les muqueuses ou sur des lésions où la peau est ouverte (plaie, eczéma aigu).